# Delhi Dynamos Football Club 2014
Questa voce raccoglie le informazioni riguardanti il Delhi Dynamos nelle competizioni ufficiali della stagione 2014.

## Maglie e sponsor
Il fornitore tecnico per questa stagione è Lotto, mentre lo sponsor ufficiale è FreeCharge.
| Casa | Trasferta |

## Rosa
| N. |                        | Ruolo | Calciatore                      |
| -- | ---------------------- | ----- | ------------------------------- |
| 1  | Belgio (bandiera)      | P     | Kristof Van Hout                |
| 2  | India (bandiera)       | D     | Govin Singh                     |
| 3  | Paesi Bassi (bandiera) | D     | Stijn Houben                    |
| 4  | Belgio (bandiera)      | D     | Wim Raymaekers                  |
| 5  | India (bandiera)       | D     | Anwar Ali                       |
| 6  | Paesi Bassi (bandiera) | C     | Hans Mulder                     |
| 7  | Danimarca (bandiera)   | A     | Morten Skoubo                   |
| 8  | India (bandiera)       | C     | Adil Khan                       |
| 9  | Danimarca (bandiera)   | A     | Mads Junker                     |
| 10 | Italia (bandiera)      | A     | Alessandro Del Piero (Capitano) |
| 11 | India (bandiera)       | C     | Francis Fernandes               |
| 13 | Rep. Ceca (bandiera)   | C     | Pavel Eliáš                     |
| 14 | Portogallo (bandiera)  | C     | Henrique Dinis                  |

| N. |                      | Ruolo | Calciatore           |
| -- | -------------------- | ----- | -------------------- |
| 15 | Spagna (bandiera)    | C     | Bruno Herrero Arias  |
| 16 | Brasile (bandiera)   | C     | Gustavo Marmentini   |
| 17 | India (bandiera)     | A     | Manandeep Singh      |
| 18 | India (bandiera)     | D     | Munmun Lugun         |
| 19 | India (bandiera)     | D     | Robert Lalthlamuana  |
| 20 | India (bandiera)     | C     | Souvik Chakraborty   |
| 21 | India (bandiera)     | P     | Jagroop Singh        |
| 22 | India (bandiera)     | D     | Naoba Singh          |
| 23 | India (bandiera)     | C     | Steven Dias          |
| 24 | Rep. Ceca (bandiera) | P     | Marek Čech           |
| 26 | India (bandiera)     | D     | Shouvik Ghosh        |
| 28 | India (bandiera)     | C     | Shylo Malsawmtluanga |
| 34 | India (bandiera)     | C     | Manish Bhargav       |

## Calciomercato
| Draft | Draft                | Draft              | Draft    |
| R.    | Nome                 | da                 | Modalità |
| ----- | -------------------- | ------------------ | -------- |
| P     | Jagroop Singh        | Eagles FC          |          |
| P     | Marek Čech           | Sparta Praga       |          |
| D     | Robert Lalthlamuana  | East Bengal        |          |
| D     | Naoba Singh          | East Bengal        |          |
| D     | Shouvik Ghosh        | Mohun Bagan        |          |
| D     | Munmun Lugun         | Rangdajied Utd     |          |
| D     | Anwar Ali            | Mumbai             |          |
| D     | Govin Singh          | Shillong Lajong    |          |
| D     | Morten Skoubo        | Odense             |          |
| C     | Francis Fernandes    | Salgaocar          |          |
| C     | Adil Khan            | Mohun Bagan        |          |
| C     | Manish Bhargav       | Mohun Bagan        |          |
| C     | Steven Dias          | Churchill Brothers |          |
| C     | Souvik Chakraborty   | Mohun Bagan        |          |
| C     | Pavel Eliáš          | FK Baumit Jablonec |          |
| C     | Shylo Malsawmtluanga | East Bengal        |          |
| C     | Bruno Herrero Arias  | Girona             |          |
| C     | Henrique Dinis       | Vitória Guimarães  |          |
| A     | Manandeep Singh      | Rangdajied Utd     |          |
| A     | Mads Junker          | K.V. Mechelen      |          |
| A     | Gustavo Marmentini   | Athl. Paranaense   |          |

| Acquisti | Acquisti             | Acquisti  | Acquisti   |
| R.       | Nome                 | a         | Modalità   |
| -------- | -------------------- | --------- | ---------- |
| P        | Kristof Van Hout     | Genk      | definitivo |
| D        | Wim Raymaekers       | OH Leuven | definitivo |
| D        | Stijn Houben         | HBS       | definitivo |
| C        | Hans Mulder          | N.E.C.    | definitivo |
| A        | Alessandro Del Piero | Sydney FC | definitivo |

## Risultati

### Girone di andata
| Delhi 14 ottobre 2014, ore 19:00 UTC+5:30 1ª giornata | Delhi Dynamos   | 0 – 0 | Pune City | Jawaharlal Nehru Stadium (16,500 spett.)\| Arbitro: \| Pranjal Banerji \| |
| Arbitro:                                              | Pranjal Banerji |       |           |                                                                           |

| Arbitro: | Santosh Kumar |

|                  |           |           |
| Jofre 49’ (rig.) | Marcatori | 74’ Eliáš |

| Arbitro: | Tejas Nagvenkar |

|                                                            |           |           |
| Raymaekers 1’ Junker 21’ Bruno 79’ (rig.) Marmentini 90+3’ | Marcatori | 68’ Elano |

| Delhi 29 ottobre 2014, ore 19:00 UTC+5:30 4ª giornata | Delhi Dynamos | 0 – 0 | NorthEast Utd | Jawaharlal Nehru Stadium (16,500 spett.)\| Arbitro: \| Pratap Singh \| |
| Arbitro:                                              | Pratap Singh  |       |               |                                                                        |

| Arbitro: | Dave Gantar |

|                      |           |           |
| Raja 73’ Özbey 90+3’ | Marcatori | 7’ Junker |

| Arbitro: | Pranjal Banerji |

|            |           |  |
| Anelka 59’ | Marcatori |  |

| Kochi 9 novembre 2014, ore 19:00 UTC+5:30 7ª giornata | Kerala Blasters | 0 – 0 | Delhi Dynamos | Jawaharlal Nehru Stadium (Kochi) (34,657 spett.)\| Arbitro: \| Pranjal Banerji \| |
| Arbitro:                                              | Pranjal Banerji |       |               |                                                                                   |

### Girone di ritorno
| Arbitro: | Arumughan Rowan |

|                       |           |                                                |
| Marmentini 73’ (rig.) | Marcatori | 18’, 48’ Bengelloun 53’ (rig.) Pirés 60’ Özbey |

| Arbitro: | Jarred Gillett |

|  |           |          |
|  | Marcatori | 61’ Orji |

| Arbitro: | Ravshan Irmatov |

|            |           |                          |
| Mtonga 80’ | Marcatori | 6’ Marmentini 14’ Mulder |

| Arbitro: | C.R. Srikrishna |

|                                                    |           |           |
| Mulder 44’ Junker 50’ Marmentini 60’ Bhargav 90+3’ | Marcatori | 86’ Yadav |

| Delhi 2 dicembre 2014, ore 19:00 UTC+5:30 12ª giornata | Delhi Dynamos   | 0 – 0 | Atlético de Kolkata | Jawaharlal Nehru Stadium (16,300 spett.)\| Arbitro: \| Arumughan Rowan \| |
| Arbitro:                                               | Arumughan Rowan |       |                     |                                                                           |

| Arbitro: | Ranjit Bakshi |

|  |           |                |
|  | Marcatori | 88’ Marmentini |

| Arbitro: | Pranjal Banerji |

|                              |           |                          |
| Pelissari 16’ Lalpekhlua 28’ | Marcatori | 53’ Del Piero 88’ Mulder |

### Andamento in campionato
| Giornata  | 1 | 2 | 3 | 4 | 5 | 6 | 7 | 8 | 9 | 10 | 11 | 12 | 13 | 14 |
| --------- | - | - | - | - | - | - | - | - | - | -- | -- | -- | -- | -- |
| Luogo     | C | T | C | C | T | T | T | C | C | T  | C  | C  | T  | T  |
| Risultato | N | N | V | N | P | P | N | P | P | V  | V  | N  | V  | N  |

Legenda:

Luogo: C = Casa; T = Trasferta. Risultato: V = Vittoria; N = Pareggio; P = Sconfitta.